# 丁基内什星
小行星丁基内什（英語：152830 Dinkinesh，临时编号：1999 VD57），也称小行星152830（下略稱丁基内什），是一对位于主小行星带的双小行星系统。它由林肯近地小行星研究小組（LINEAR）发现于1999年11月4日。其名字借用自埃塞俄比亚语中露西化石的单词。是美国宇航局露西号任务的第一个飞掠目标。该任务于2023年11月1日接近丁基内什星至425公里（264英里）。在飞掠过程中，露西号航天器发现丁基内什有一颗卫星，名为塞拉姆或丁卫一，直径为220米（720英尺）。尽管一些较小的近地小行星也已被探索过，但丁基内什仍是迄今为止航天器探索过的最小主带小行星。

## 轨道
丁基内什是花神星族的成员之一，这种类型的小行星与花神星享有类似的轨道特征。

## 物理特性

### 表面
丁基内什和丁卫一的表面布满了巨石和陨石坑。丁基内什的轮廓并不平滑，这表明这颗小行星相对较老。它还有有一条赤道脊，这表明这颗小行星过去曾经历过质量脱落；赤道脊还有一条从其分支出来的次级脊。丁基内什的形状类似于近地小行星101955 贝努和162173 龙宫，它们的内部结构由岩石和尘埃组成，在重力作用下松散地堆积在一起。由于这种相似性，丁基内什可能也有碎石堆结构。

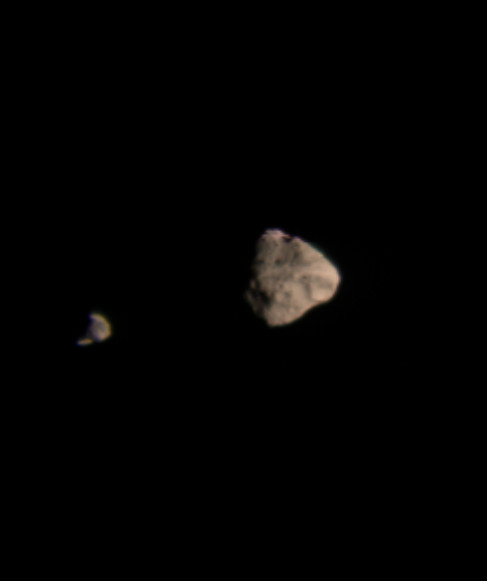
露西號拍摄的丁基内什星和丁卫一的假色图。

丁卫一上也有一条脊，但它不是沿着赤道方向的。

### 直径与反照率
露西号拍摄的丁基内什图像显示，它的赤道直径约为790米（2,590 英尺）。这与之前根据测量的绝对星等和S型小行星平均反照率估计的直径一致。对2010年3月以来广域红外线巡天探测卫星（WISE）存档的红外热辐射观测数据的重新处理给出了一致的结果。

## 探测
NASA于2023年1月25日宣布露西号任务将此小行星选定为飞越目标，并于2023年11月1日协调世界时14:56，在425公里处飞越了丁基内什。露西号最初的轨迹是以64000公里的距离飞越丁基内什，但2023年5月至9月的一系列轨迹修正使探测器得以在更近的距离实施飞越任务。

## 外部連結
- . NASA's Eyes on the Solar System. NASA. （原始内容存档于2 November 2023）.
- 丁基内什星 at AstDyS-2, Asteroids—Dynamic Site
  - Ephemeris · Observation prediction · Orbital info · Proper elements · Observational info
- NASA JPL小天體瀏覽器上的丁基内什星